# HMS York (D98)
L'HMS York (D98), decima nave da guerra della Royal Navy britannica a portare questo nome, è stata un cacciatorpediniere appartenente alla Classe Type 42. Varata il 20 giugno 1982 a Wallsend nel Tyne and Wear, la York è stata varata da Lady Gosling ed è anche stata l'ultima Type 42 ad essere costruita.

## Servizio
Durante l'invasione dell'Iraq del 2003, operò nel Golfo assistendo la portaerei Ark Royal.
Nel 2004 è stata equipaggiata con la variante MOD 1 del 4.5 inch Mark 8, ed insieme alla Edinburgh è stata l'unica Type 42 ad aver subito questa modifica. La York ha aiutato la Gloucester nell'evacuazione dei cittadini britannici da Beirut durante il conflitto del 2006, traghettando gli sfollati a Cipro.
Nel 2011 venne inviata nelle acque libiche ed impegnata in evacuazioni dalla città di Bengasi.
Il 12 settembre 2012 è stata ritirata dal servizio attivo e nel 2015 è stata demolita in Turchia.